# 伊香郡
伊香郡為過去位於日本滋賀縣北部的郡，已於2010年10月1日因無所屬町村而消失。
在1879年實施郡區町村編制法時的轄區位於現在的長濱市北部區域。

## 歷史
過去在令制國時代屬於近江國，在江戶時代，郡內大部分區域也成為幕府直屬領和彥根藩的領地，此外也有部分區域屬於淀藩、三河吉田藩、膳所藩、飯野藩和旗本領，而此地的幕府直屬領及旗本領則是由位於滋賀郡大津的大津奉行負責管理。
19世紀末明治維新後，原先的幕府直屬領及旗本領先後改隸屬大津裁判所及大津縣，1871年實施廢藩置縣後，原先屬於各藩的區域改隸屬彥根縣、豐橋縣、淀縣、膳所縣。在1872年的府縣整併中，郡內全數區域都被整併為長濱縣，但長濱縣在三個月後更名為犬上縣，不過在同年年底犬上縣又與滋賀縣合併為新設立的滋賀縣。
1879年實施郡區町村編製法時，正式設置近代的行政區劃「伊香郡」，並在木之本村（位於現在的長濱市）設置郡役所，同時負責管理伊香郡和西淺井郡。

### 沿革

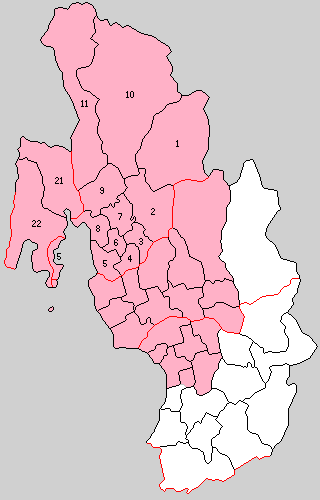
1889年伊香郡轄下的行政區劃：
1.杉野村、2.高時村、3.北富永村、4.南富永村、5.古保利村、6.七鄉村、7.木之本村、8.伊香具村、9.余吳村、10.丹生村、11.片岡村
（紅色：現屬長濱市、21 - 22屬西淺井郡）

- 1889年4月1日：實施町村制，伊香郡下設：杉野村（日语：杉野村 (滋賀県)）、高時村（日语：高時村）、北富永村（日语：北富永村）、南富永村（日语：南富永村）、古保利村（日语：古保利村）、七鄉村（日语：七郷村 (滋賀県)）、木之本村、伊香具村（日语：伊香具村）、余吳村、丹生村（日语：丹生村 (滋賀県)）、片岡村（日语：片岡村 (滋賀県)）。（11村）
- 1897年4月1日：為準備實施郡制，伊香郡與西淺井郡整併為新設置的伊香郡，原屬西淺井郡的鹽津村（日语：塩津村 (滋賀県)）和永原村（日语：永原村）因而也隸屬伊香郡。[2][3]（13村）
- 1898年4月1日：實施郡制（日语：郡制），郡役所設於木之本村。
- 1918年2月1日：木之本村改制為木之本町。[4]（1町12村）
- 1923年4月1日：廢除郡會和郡參事會。
- 1926年7月1日：廢除郡役所，此後郡不再作為行政區劃，只作為地名的表示。
- 1940年9月1日：北富永村的馬上地區被併入南富永村。
- 1943年6月1日：木之本町和伊香具村合併為新設立的木之本町。[2]（1町11村）
- 1948年5月10日：木之本町內原屬伊香具村的區域再度分出設立為伊香具村（日语：伊香具村）。[2]（1町12村）
- 1954年12月1日：（2町6村）
  - 北富永村、南富永村、古保利村合併為高月町。[4]
  - 杉野村、高時村、木之本町、伊香具村合併為新設立的木之本町。[4]
- 1954年12月15日：余吳村、丹生村、片岡村合併為新設立的余吳村。[4]（2町4村）
- 1955年3月31日：七鄉村被併入高月町。[4]（2町3村）
- 1955年4月1日：鹽津村和永原村合併為西淺井村。[4]（2町2村）
- 1956年4月1日：木之本町的高野地區被併入高月町。[4]
- 1971年4月1日：（4町）
  - 余吳村改制為余吳町。[4]
  - 西淺井村改制為西淺井町。[4]
- 2010年1月1日：高月町、木之本町、余吳町、西淺井町被併入長濱市[4]，同時伊香郡因無所屬町村而消失。

### 變遷表
| 1889年4月1日   | 1889年 - 1912年       | 1912年 - 1944年             | 1912年 - 1944年             | 1945年 - 1954年            | 1945年 - 1954年              | 1955年 - 1989年              | 1955年 - 1989年              | 1989年 - 現在           | 現在                    |
| -------------- | --------------------- | --------------------------- | --------------------------- | -------------------------- | ---------------------------- | ---------------------------- | ---------------------------- | ----------------------- | ----------------------- |
| 杉野村         | 杉野村                | 杉野村                      | 杉野村                      | 杉野村                     | 1954年12月1日 合併為木之本町 | 1954年12月1日 合併為木之本町 | 1954年12月1日 合併為木之本町 | 2010年1月1日 併入長濱市 | 2010年1月1日 併入長濱市 |
| 高時村         |                       |                             |                             |                            | 1954年12月1日 合併為木之本町 | 1954年12月1日 合併為木之本町 | 1954年12月1日 合併為木之本町 | 2010年1月1日 併入長濱市 | 2010年1月1日 併入長濱市 |
| 木之本村       | 木之本村              | 1918年2月1日 改制為木之本町 | 1943年6月1日 合併為木之本町 | 木之本町                   | 1954年12月1日 合併為木之本町 | 1954年12月1日 合併為木之本町 | 1954年12月1日 合併為木之本町 | 2010年1月1日 併入長濱市 | 2010年1月1日 併入長濱市 |
| 伊香具村       | 伊香具村              | 伊香具村                    | 1943年6月1日 合併為木之本町 | 1948年5月10日 分設伊香具村 | 1954年12月1日 合併為木之本町 | 1954年12月1日 合併為木之本町 | 1954年12月1日 合併為木之本町 | 2010年1月1日 併入長濱市 | 2010年1月1日 併入長濱市 |
| 北富永村       | 北富永村              | 北富永村                    | 北富永村                    | 北富永村                   | 1954年12月1日 合併為高月町   | 1954年12月1日 合併為高月町   | 高月町                       | 2010年1月1日 併入長濱市 | 2010年1月1日 併入長濱市 |
| 南富永村       |                       |                             |                             |                            | 1954年12月1日 合併為高月町   | 1954年12月1日 合併為高月町   | 高月町                       | 2010年1月1日 併入長濱市 | 2010年1月1日 併入長濱市 |
| 古保利村       |                       |                             |                             |                            | 1954年12月1日 合併為高月町   | 1954年12月1日 合併為高月町   | 高月町                       | 2010年1月1日 併入長濱市 | 2010年1月1日 併入長濱市 |
| 七鄉村         | 七鄉村                | 七鄉村                      | 七鄉村                      | 七鄉村                     | 七鄉村                       | 1955年3月31日 併入高月町     | 高月町                       | 2010年1月1日 併入長濱市 | 2010年1月1日 併入長濱市 |
| 余吳村         | 余吳村                | 余吳村                      | 余吳村                      | 余吳村                     | 1954年12月15日 合併為余吳村  | 1954年12月15日 合併為余吳村  | 1971年4月1日 改制為余吳町    | 2010年1月1日 併入長濱市 | 2010年1月1日 併入長濱市 |
| 丹生村         |                       |                             |                             |                            | 1954年12月15日 合併為余吳村  | 1954年12月15日 合併為余吳村  | 1971年4月1日 改制為余吳町    | 2010年1月1日 併入長濱市 | 2010年1月1日 併入長濱市 |
| 片岡村         |                       |                             |                             |                            | 1954年12月15日 合併為余吳村  | 1954年12月15日 合併為余吳村  | 1971年4月1日 改制為余吳町    | 2010年1月1日 併入長濱市 | 2010年1月1日 併入長濱市 |
| 西淺井郡鹽津村 | 1897年4月1日 鹽津村   | 1897年4月1日 鹽津村         | 1897年4月1日 鹽津村         | 1897年4月1日 鹽津村        | 1897年4月1日 鹽津村          | 1955年4月1日 合併為西淺井村  | 1971年4月1日 改制為西淺井町  | 2010年1月1日 併入長濱市 | 2010年1月1日 併入長濱市 |
| 西淺井郡永原村 | 1897年4月1日 和永原村 | 1897年4月1日 和永原村       | 1897年4月1日 和永原村       | 1897年4月1日 和永原村      | 1897年4月1日 和永原村        | 1955年4月1日 合併為西淺井村  | 1971年4月1日 改制為西淺井町  | 2010年1月1日 併入長濱市 | 2010年1月1日 併入長濱市 |